# Ragazze elettriche (serie televisiva)
Ragazze elettriche (The Power) è una serie televisiva britannica sviluppata da Raelle Tucker, Naomi Alderman, Claire Wilson e Sarah Quintrell, basata sull'omonimo romanzo del 2016 di Alderman. La serie ha debuttato il 31 marzo 2023 su Prime Video.

## Trama
Un particolare scherzo della natura cambia gli equilibri della società attuale. Improvvisamente, e senza preavviso, tutte le ragazze adolescenti del mondo sviluppano il potere di fulminare oggetti e persone a piacimento. È ereditario, è innato e non può essere loro tolto. Le ragazze avvertono il brivido del potere puro, ovvero la capacità di ferire o addirittura uccidere rilasciando scosse elettriche dalla punta delle dita. Imparano rapidamente che possono risvegliare tale potere anche nelle donne adulte. Ben presto quasi tutte le donne del mondo ne sono dotate. E questo cambia tutto.

## Episodi
| Stagione       | Episodi | Pubblicazione |
| -------------- | ------- | ------------- |
| Prima stagione | 9       | 2023          |

## Personaggi e interpreti

### Principali
- Dott. Rob Lopez, interpretato da John Leguizamo, doppiato da Fabrizio Vidale.
Apprezzato medico a capo di test clinici e marito di Margot.
- Allie Montgomery, interpretata da Halle Bush, doppiata da Eva Padoan.
Ragazza adottata da una coppia americana della Bible Belt.
- Tunde Ojo, interpretato da Toheeb Jimoh, doppiato da Marco Giansante.
Aspirante video giornalista dalla Nigeria che viaggia lontano da casa per indagare sul fenomeno delle ragazze.
- Roxy Monke, interpretata da Ria Zmitrowicz, doppiata da Rossa Caputo.
Figlia illegittima di Bernie Monke che assiste alla morte della madre.
- Jos Cleary-Lopez, interpretata da Auliʻi Cravalho, doppiata da Chiara Fabiano.
Figlia di Margot.
- Ndudi, interpretata da Heather Agyepong, doppiata da Virginia Brunetti.
Giornalista e miglior amica di Tunde.
- Ryan, interpretato da Nico Hiraga, doppiato da Riccardo Suarez.
Amico e interesse amoroso di Jos.
- Tatiana Moskalev, interpretata da Zrinka Cvitešić, doppiata da Domitilla D'Amico.
Ex ginnasta proveniente da una famiglia povera e moglie del presidente moldavo Viktor Moskalev.
- Barbara Monke, interpretata da Juliet Cowan.
Moglie di Bernie.
- Ricky Monke, interpretato da Jacob Fortune-Lloyd, doppiato da Lorenzo De Angelis.
Figlio maggiore di Bernie.
- La voce, doppiata da Adina Porter in lingua originale e da Emanuela Rossi in lingua italiana.
Voce nella mente di Allie.
- Adunola, interpretata da Simbi Ajikawo.
Ragazza con cui Tunde ha un flirt.
- Darrell Monke, interpretato da Archie Rush.
Figlio di Bernie.
- Bernie Monke, interpretato da Eddie Marsan, doppiato da Franco Mannella.
Temuto capo della mafia londinese.
- Margot Cleary-Lopez, interpretata da Toni Collette, doppiata da Laura Romano.
Sindaco di Seattle e madre di Jos, Matty e Izzy.
- Helen Wright, interpretata da Edwina Findley, doppiata da Guendalina Ward.
Consulente competente e fidata di Margot.
- Matty Cleary-Lopez, interpretato da Gerrison Machado, doppiato da Valeriano Corini.
Figlio di Margot e Rob.
- Izzy Cleary-Lopez, interpretata da Pietra Castro.
Figlia minore di Margot e Rob.
- Sorella Maria Ignacia, interpretata da Daniela Vega, doppiata da Perla Liberatori.
Suora del convento Sorelle di Cristo che accoglie Allie.
- Tom, interpretato da Rob Delaney, doppiato da Simone D'Andrea.
Conduttore del The Tom & Kristen Show.

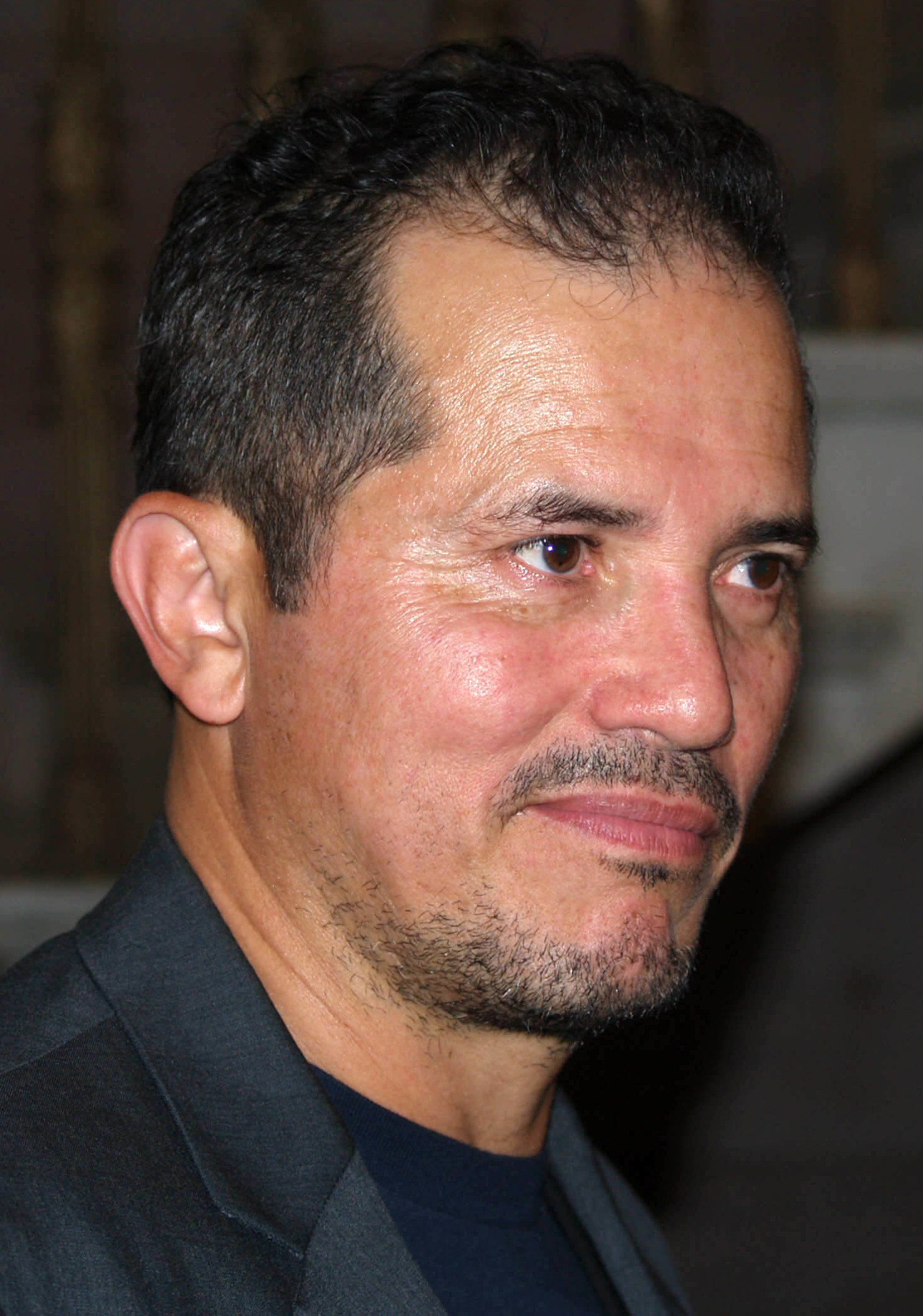
John Leguizamo
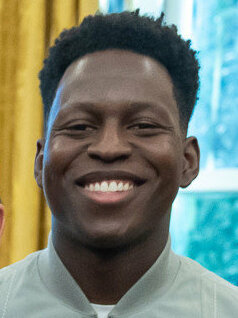
Toheeb Jimoh
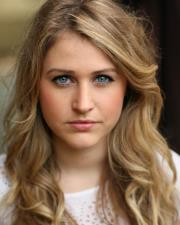
Ria Zmitrowicz
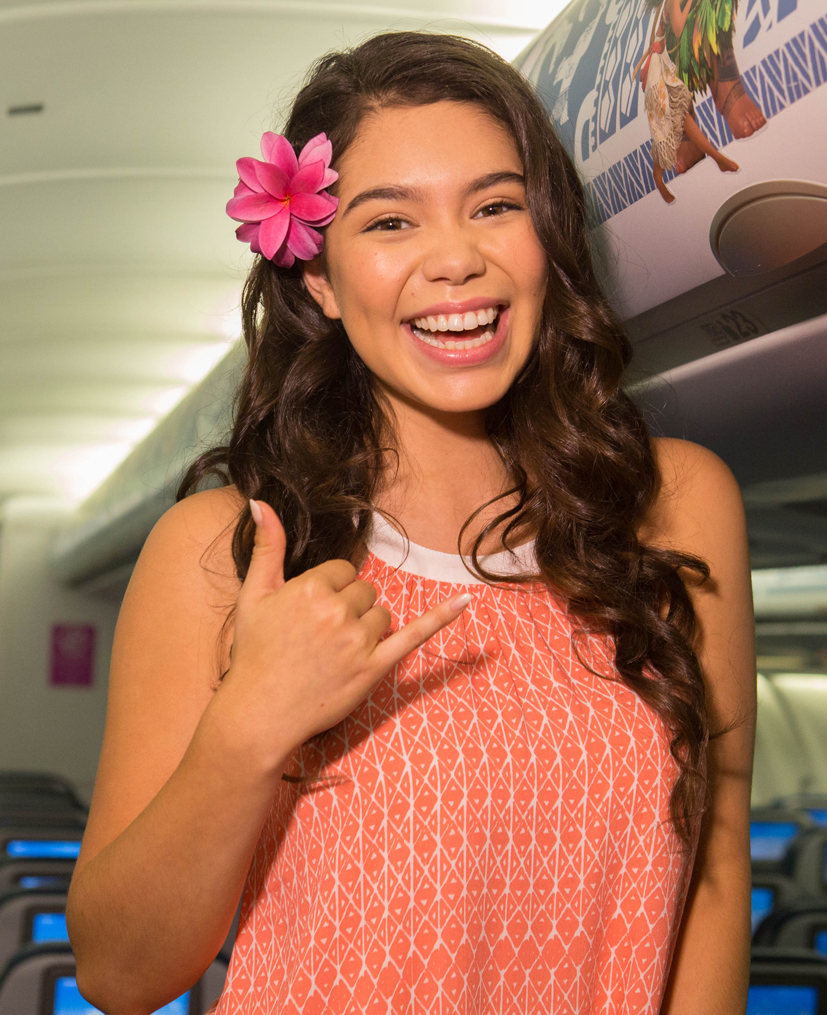
Auliʻi Cravalho
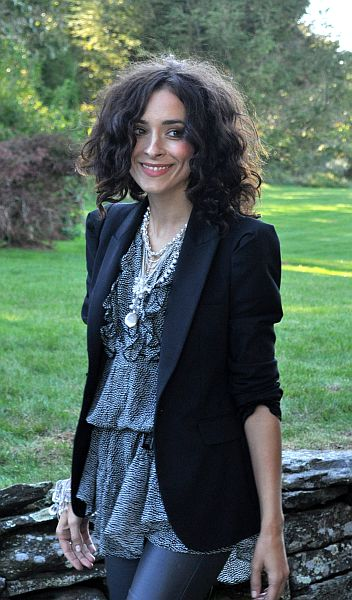
Zrinka Cvitešić
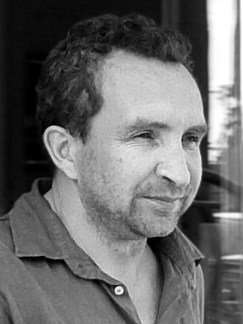
Eddie Marsan
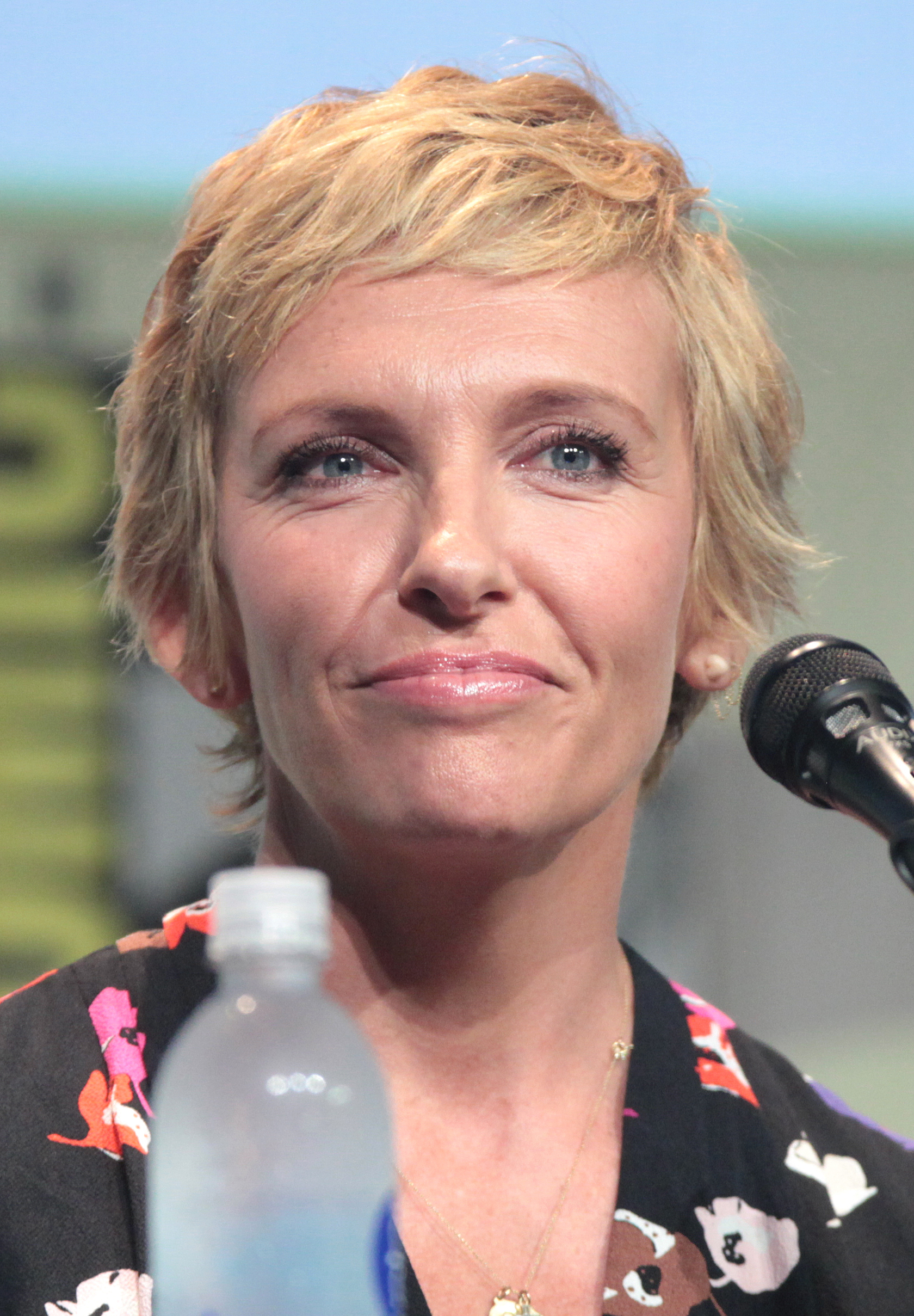
Toni Collette
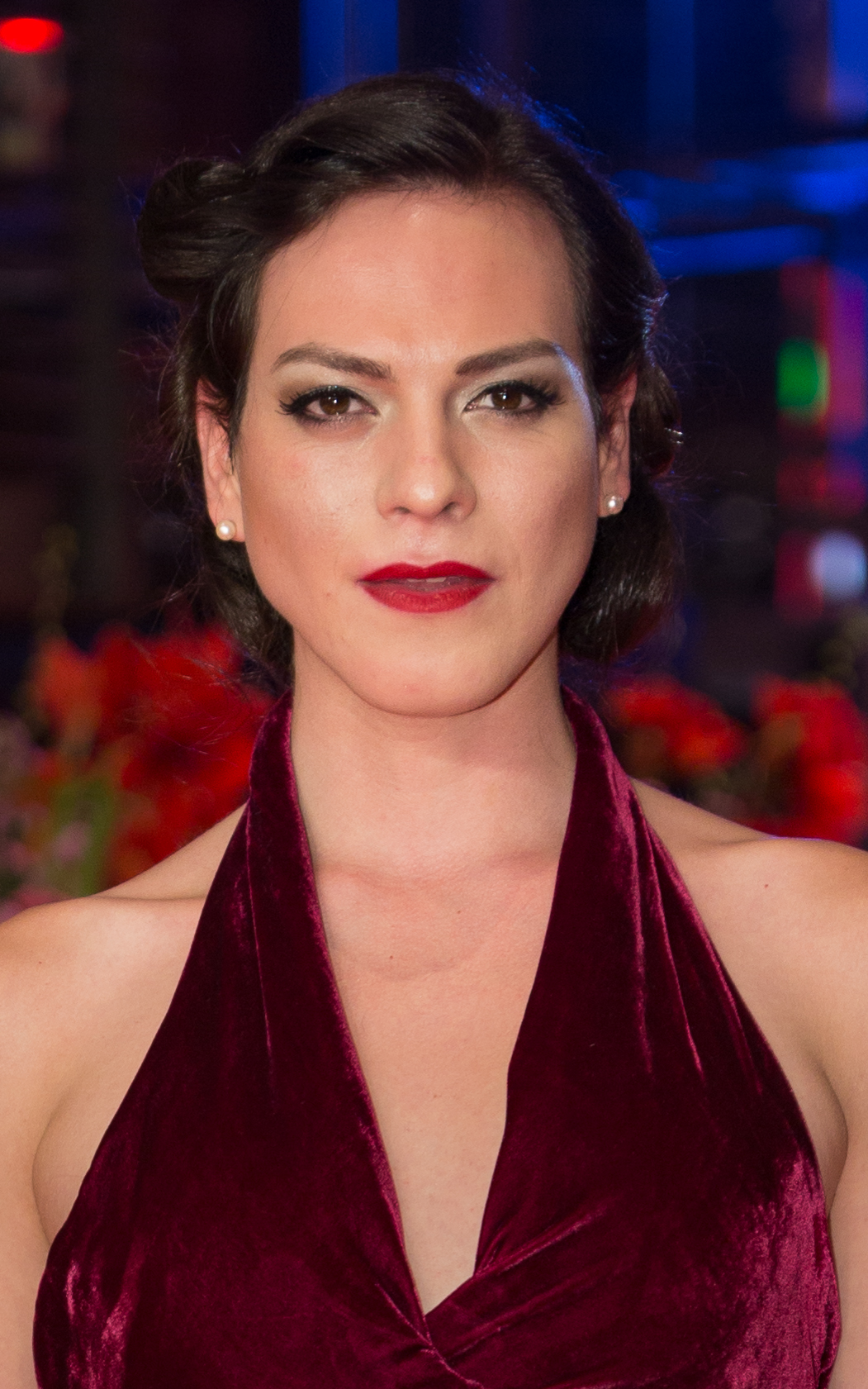
Daniela Vega

### Ricorrenti
- Daniel Dandon, interpretato da Josh Charles, doppiato da Alessio Cigliano.
Governatore dello stato di Washington e costante spina nel fianco di Margot.
- Cat Cole, interpretata da Anissa Matlock.
Miglior amica di Jos.
- Liat Monke, interpretata da Avital Lvova.
Moglie di Ricky e nuora di Bernie.
- Terry Monke, interpretato da Sam Buchanan.
Figlio minore di Bernie.
- Viktor Moskalev, interpretato da Alexandru Bindea.
Presidente della Moldavia e marito di Tatiana.
- Zoia Donici, interpretata da Ana Ularu, doppiata da Benedetta Degli Innocenti.
Sorella di Tatiana.
- Sorella Veronica, interpretata da Emily Kuroda, doppiata da Chiara Salerno.
Madre superiora scomunicata del convento Sorelle di Cristo.

## Produzione

### Sviluppo
Nel febbraio 2019 è stato annunciato che Jane Featherstone e Reed Morano avrebbero adattato il romanzo Ragazze elettriche di Naomi Alderman per Amazon. La società di produzione Sister Pictures aveva precedentemente considerato il libro nel 2016. Featherstone, Naomi de Pear, Alderman, Claire Wilson e Raelle Tucker collaborano come produttrici esecutive, mentre Tim Bricknell come produttore. Nel marzo 2023 Morano ha abbandonato la serie, scegliendo di non essere accreditata come regista né come produttrice esecutiva.

### Sceneggiatura
La sceneggiatura della serie è composta da una squadra tutta al femminile, la quale include Claire Wilson, Sarah Quintrell, Whit Anderson, Stacy Osei-Kuffour, Rebecca Levene, Raelle Tucker, Sue Chung, Brennan Peters e Michelle Hsu. Quintrell è anche co-produttrice esecutiva e consulente creativa.

### Casting
Nella fine dell'ottobre 2019, Leslie Mann è stata scelta come Margot Cleary-Lopez mentre Auliʻi Cravalho è stata scritturata il mese successivo come Jos Cleary-Lopez. Nel gennaio 2020 John Leguizamo, Toheeb Jimoh, Ria Zmitrowicz, Halle Bush, Heather Agyepong, Nico Hiraga, Daniela Vega e Eddie Marsan sono entrati nel cast. Nel febbraio, Rainn Wilson è stato scelto come Daniel Dandon ma è stato sostituito da Tim Robbins nel gennaio 2021 a causa di conflitti di programmazione dovuti alla pandemia da COVID-19. Il mese seguente Rob Delaney, Alice Eve, Edwina Findley, Jacob Fortune-Lloyd, Sam Buchanan, Juliet Cowan e Simbi Ajikawo sono entrati nel cast ricorrente. Nell'aprile 2022 Ana Ularu è stata scritturata come Zoia. Nel maggio seguente è stato comunicato che Mann e Robbins avevano abbandonato la serie. Nell'agosto dello stesso anno è stato annunciato che i loro sarebbero stati assunti da Toni Collette e Josh Charles.

### Riprese
La serie avrebbe dovuto iniziare la produzione nella fine del 2019 nello stato della Georgia ma si è trasferita a Fairford e Lechlade nel Regno Unito a causa della legge sull'aborto appena firmata in Georgia. Le riprese sono iniziate nel febbraio 2020 ma sono state interrotte nel marzo per la pandemia di COVID-19. Altri luoghi impiegati includono il Crystal Palace National Sports Centre e Bawdsey, la quale è stata scelta per rimpiazzare la città di Toronto, dove le riprese erano state pianificate prima della pandemia. Nella fine dell'ottobre 2021 la serie è stata girata vicino Walvis Bay in Namibia.

## Distribuzione
La serie è stata pubblicata dal 31 marzo 2023 su Prime Video con i primi tre episodi disponibili da subito, fino al finale del 12 maggio seguente.

## Accoglienza
Rotten Tomatoes riporta il 76% delle recensioni professionali positive, con un voto medio di 7,40 su 10 basato su 50 critiche. Il consenso critico del sito web indica: «The Power è troppo indefinita per rendere giustizia al suo enorme potenziale, ma l'idea di base è interessante abbastanza da dargli una carica."» Metacritic, invece, ha assegnato un punteggio di 66 su 100 basato su 19 recensioni, indicando "recensioni generalmente favorevoli".